# Girolamo Lucchesini

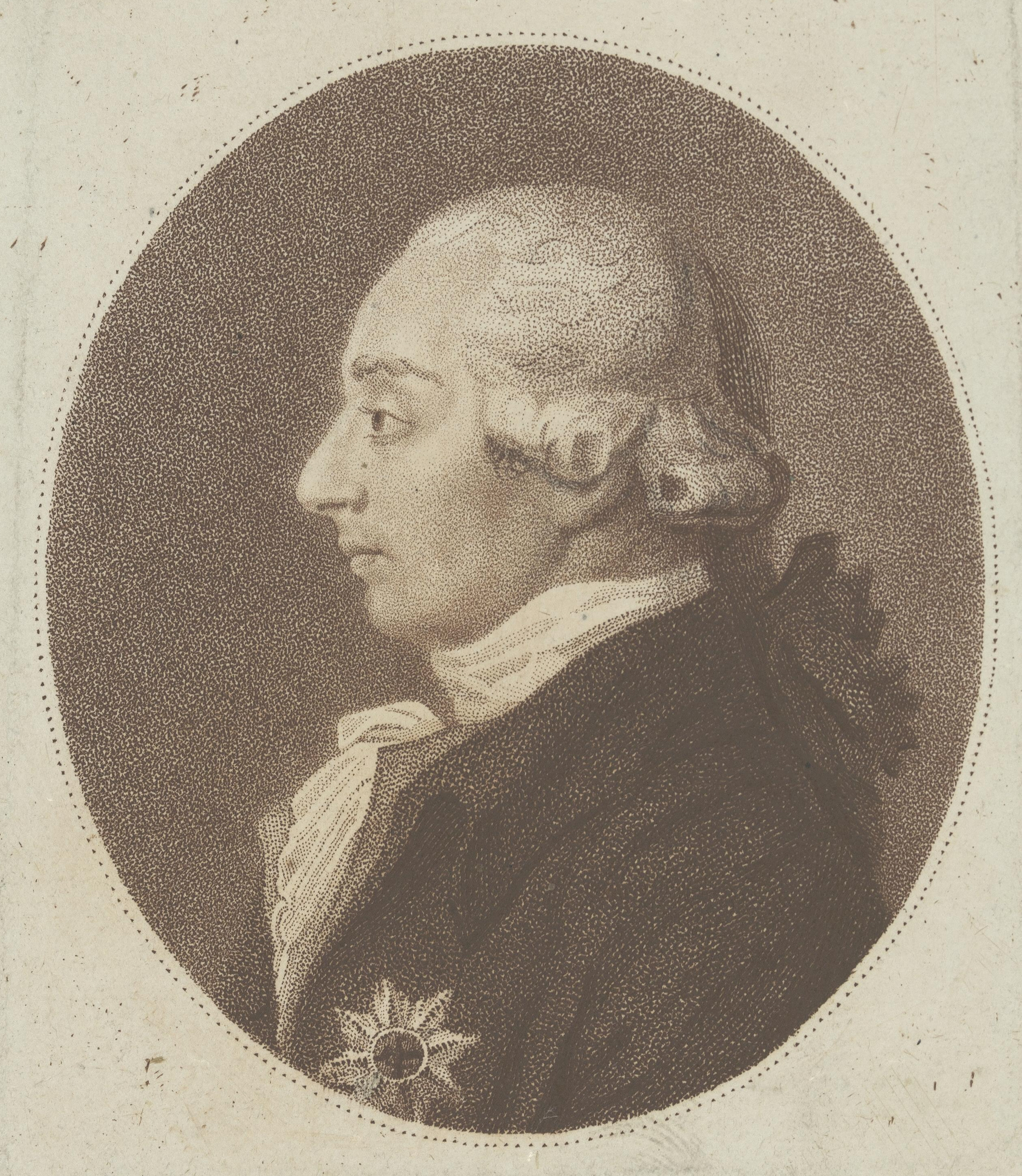
Girolamo Lucchesini.

Girolamo Lucchesini,  född den 7 maj 1751 i Lucca, död den 20 oktober 1825 i Florens, var en italiensk markis och diplomat i preussisk tjänst.
Lucchesini blev bibliotekarie och kammarherre (1780) hos Fredrik II av Preussen. Under Fredrik Vilhelm II började hans användning i politiska värv. Han blev 1789 preussiskt sändebud vid polska hovet och lyckades i mars 1790 avsluta ett för Preussens intressen fördelaktigt förbund med Polen. Redan vid denna tid kan han anses ha utträngt Herzberg ur kungens förtroende, och hans deltagande i Reichenbachkongressen i nuvarande Dzierżoniów (1790) samt i fredsförhandlingarna i Sistova (1791) satte inseglet på hans nya maktställning. Sedan en omkastning i Preussens politik gjort det nödvändigt att ta ifrån polackerna hoppet om preussisk hjälp mot Ryssland, utbytte Lucchesini med glädje sin brydsamma post där mot ledningen (från Berlin) av Preussens diplomatiska förhandlingar under koalitionskriget mot Frankrike (augusti 1792). Han var 1793-97 preussiskt sändebud i Wien och sändes 1800 som ambassadör till Paris, där han under de närmast följande åren verkade för ett närmande mellan Preussen och Frankrike. Tidigt varnade han dock för den fara, som hotade genom Napoleons maktlystnad, och det var till stor del Lucchesinis depescher, som eggade kung Fredrik Vilhelm III att i augusti 1806 mobilisera sin armé. Hemkallad i september samma år, fick Lucchesini efter preussarnas nederlag vid Jena och Auerstädt (oktober) sig anförtrott att jämte general von Zastrow underhandla om fred, men försöket strandade, och det vapenstillestånd, som de avslöt i Charlottenburg (16 november), blev inte ratificerat av den preussiske kungen. Lucchesini fick kort därpå i Königsberg av denne en antydan om, att man inte längre behövde hans tjänster i Preussen; han reste då hem till Italien (januari 1807), blev kammarherre hos Napoleons syster Elisa Bacciochi, först i Lucca, därefter i Florens, och tillbragte sina sista år under litterära förströelser. Hans samtal med Fredrik den store utgavs i tysk översättning av Fritz Bischoff 1885.